# تشاك (دلغان)
تشاك (بالفارسية: چاهك) هي منطقة سكنية تقع في سيستان وبلوتشستان في إيران. يقدر عدد سكانها بـ 47 نسمة .